# Vivir para contarla
Vivir para contarla es el primero de tres volúmenes de relatos autobiográficos del premio Nobel colombiano Gabriel García Márquez, y que publicó en 2002.
Cuenta la historia de la infancia y juventud de García Márquez, entre 1927 y 1950, finalizando con la propuesta de matrimonio a su esposa. Se centra especialmente en su familia, la escuela y sus primeros años como periodista y escritor de cuentos cortos. También incluye referencias a numerosos acontecimientos de su vida que acabaron reflejándose de algún modo en sus novelas, como la masacre de las Bananeras que aparece en Cien años de soledad. También se refiere a aquellos amigos cuya vida y muerte sirvieron de modelos para Crónica de una muerte anunciada, y a sus propios padres, que sirvieron de inspiración para El amor en los tiempos de cólera.